# Feliniopsis connotata
Feliniopsis connotata là một loài bướm đêm trong họ Noctuidae.